# Village of Quaker City
Village of Quaker City, sovint abreujat a Quaker City, és un village (traduïble com "vila" en català) al Comtat de Guernsey a l'estat d'Ohio. Segons el cens del 2000 tenia 563 habitants. Quaker City es troba al llarg de Leatherwood Creek.Segons l'Oficina del Cens dels Estats Units, el village té una superfície de 0.53 milles quadrades (1.37 km2), tot de terra ferma. El primer assentament a Quaker City fou cap al 1850, però el creixement s'estancà fins al 1870 quan s'hi obrí una botiga. També hi hagué una oficina de correus anomenada Quaker City en funcionament fins al 1872.

## Demografia
En el cens del 2000 Quaker City tenia 563 habitants, 220 habitatges, i 159 famílies i una densitat de població de 410,1 habitants/km².
Dels 220 habitatges en un 36,4% hi vivien nens de menys de 18 anys, en un 57,3% hi vivien parelles casades, en un 9,1% dones solteres, i en un 27,3% no eren unitats familiars. En el 25% dels habitatges hi vivien persones soles el 13,2% de les quals corresponia a persones de 65 anys o més que vivien soles. El nombre mitjà de persones vivint en cada habitatge era de 2,56 i el nombre mitjà de persones que vivien en cada família era de 3,04.
Per edats la població es repartia de la següent manera: un 27,4% tenia menys de 18 anys, un 8,7% entre 18 i 24, un 29,5% entre 25 i 44, un 19,7% de 45 a 60 i un 14,7% 65 anys o més.
L'edat mediana era de 34 anys. Per cada 100 dones de 18 o més anys hi havia 89,4 homes.
La renda mediana per habitatge era de 22.176 $ i la renda mediana per família de 28.750 $. Els homes tenien una renda mediana de 24.583 $ mentre que les dones 15.865 $. La renda per capita de la població era d'11.148 $. Aproximadament el 16,3% de les famílies i el 16% de la població estaven per davall del llindar de pobresa.

## Poblacions properes
El següent diagrama mostra les poblacions més properes.